# John O'Mill
John O'Mill, pseudoniem van Johan van der Meulen (Breda, 11 januari 1915 – Breda, 13 september 2005), was een Nederlands dichter.
Van der Meulen, tot 1975 leraar Engels aan de Rijks-HBS te Breda, schreef nonsensgedichten die vaak gebaseerd waren op een letterlijke vertaling van Nederlands idioom in het Engels. Hij werd hiertoe geïnspireerd door het werk van zijn leerlingen. De schrijver was "op aandrang van vrienden en collega's overgegaan tot publicatie van de versjes, die hij samenstelde uit blunders van zijn leerlingen ten vermake van zijn leerlingen".
O'Mills eerste bundel Lyrical Laria in Dutch and double Dutch (1956) werd gepubliceerd in de hoge oplage van 5000 stuks, en werd daarna nog vijftienmaal herdrukt (tot 1983). In het voorwoord bij zijn tweede bundel (Rollicky Rhymes) sprak O'Mill zijn verbazing uit over het succes van zijn eerste bundel: "Dat de gehele oplaag daarvan - 5000 stuks - uiteindelijk verkocht zou worden waren wij zo optimistisch geweest te hopen, de uitgever en ik. Dat u ze alle 5000 de eerste week al zoudt verslinden hadden wij niet gehoopt, niet durven hopen, niet kunnen vermoeden".
Van der Meulen publiceerde in het tijdschrift Mandril (onder andere zijn eerste limerick), de Kleine krant en De Groene Amsterdammer. In dit laatste tijdschrift introduceerde hij op 1 april 1975, onder het pseudoniem dr. J.J. van den Meulenbeeke van het Instituut voor Vergelijkende Taalstudies te Leuven, de nieuwe Europese taal, het "EUROGLOT", een aaneenschakeling van goed leesbaar koeterwaals, waar veel reacties op kwamen. Sommige in "Euroglot", andere boze, zoals die van Esperantisten die een nieuwe Europese taal onwenselijk achtten.
Zijn werk kenmerkt zich niet alleen door een perfect 'ritme', maar tevens door een creatief gebruik van 'Double Dutch', waarmee hij zijn leerlingen de uitspraak van Engelse woorden verduidelijkte:
Doctor Bertram Ballerbough, hacks the smokers’ head right ough.
Hij werd door Hugo Brandt Corstius (auteur van onder andere Opperlandse taal- & letterkunde en Opperlans) omschreven als "Anglo-Opperlandicus".